# 蘇阿德·舍霍維奇
蘇亞德·塞赫維奇（1987年2月19日—），黑山籃球運動員。他現在效力於黑山球隊KK Budućnost Podgorica。他也代表黑山國家男子籃球隊參賽。他的弟弟塞亞德·塞赫維奇也是一位籃球運動員。

## 外部連結
- 蘇阿德·舍霍維奇在fiba.basketball（英语）
- 蘇阿德·舍霍維奇在archive.fiba.com（archived）（英语）
- 蘇阿德·舍霍維奇在歐洲籃球聯賽（英语）
- 蘇阿德·舍霍維奇在亞得里亞海聯賽（英语）
- 蘇阿德·舍霍維奇在Basketball-Reference.com（國際）（英语）
- 蘇阿德·舍霍維奇在Eurobasket.com（球員）（英语）
- 蘇阿德·舍霍維奇在RealGM（英语）
- 蘇阿德·舍霍維奇在Proballers（英语）